# ハン川橋
ハン川橋 (ベトナム語：Cầu Sông Hàn / 梂瀧瀚) は、ベトナムのダナンにある橋。ダナンの街の中心部はハン川（瀚江）の西岸に、ビーチは東岸にある。ハン川橋は、観光客がホテルから海岸へ向かう際の経路となっている。
夜中には、船の航行を可能にするために橋が変形し、ハン川橋は通行止めになる。橋は斜張橋で、夜には明るく照明がともされる。橋周辺には、ダナン文化センターがある。

## 歴史
ハン川橋は、ベトナムで建設された最初の可動橋でもあり、ダナンの景観においても重要な存在となっている。